# Język puxian

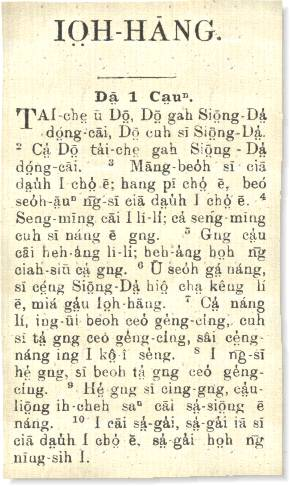
Biblia w języku puxian

Język puxian (chiń. 莆仙话; pinyin Púxiān huà), nazywany też Xinghua – język z grupy min języków chińskich. Nazwa jest kombinacją pierwszych sylab nazw miasta Putian (莆田市) i powiatu Xianyou (仙游县). Używany jest przez ok. 2,5 mln osób głównie w chińskiej prowincji Fujian, a także Singapurze i Malezji. Użytkownicy języka określani są mianem Henghua (兴化/ 興化).
W użyciu jest także język mandaryński.

## Charakterystyka
Język puxian posiada 7 tonów. Różni się od większości dialektów minnan następującymi cechami:
1. Samogłoska 'a' przeszła w większości przypadków w 'o'. Np. 腳 (Noga) Ka > Ko.
2. Samogłoska 'ư' /ɯ/ przeszła w 'ü'. Np. 魚 (Ryba) Hu > Hü.
3. Samogłoska 'eng' przeszła w /uŋ/. Np. 湯 (Zupa) Teng > Toong.
4. Samogłoska /e/ przeszła w 'o'. Np. 馬 (Koń) Be > Bo.
5. Samogłoska 'i' przeszła w 'a', Np. 病 (Chory) Bi > Ba.
6. Samogłoska 'io' przeszła w 'iao', Np. 笑 (Śmiech) Cio > Ciao.